# Kelsi Dahlia
Kelsi Worrell Dahlia (Westampton, 15 de julho de 1994) é uma nadadora estadunidense, campeã olímpica.

## Carreira

### Rio 2016
Dahlia competiu nos Jogos Olímpicos de 2016 e foi medalha de ouro com o revezamento 4x100 metros medley.